# 武田大作
武田大作（日语：／ Takeda Daisaku，1973年12月5日—），日本男子赛艇运动员。他曾代表日本参加世界赛艇锦标赛，获得一枚金牌。他也曾参加1996年、2000年、2004年、2008年和2012年夏季奥运会。